# 国立台湾師範大学附属高級中学
国立台湾師範大学附属高級中学（こくりつたいわんしはんだいがくふぞくこうきゅうちゅうがく、The Affiliated Senior High School of National Taiwan Normal University）は、台湾台北市にある大学附属の普通型高級中等学校。完全中学として国中部を併設している。略称、師大附中、附中。面積、83,925平方メートル。

## 概要
台湾を代表する教育大学である国立台湾師範大学の実験中学として設置されており、一般の公立学校と比較すると独自のカリキュラムを用いているのが特徴である。カリキュラムのみならず学校編成においても実験的な要素が大きく、他の公立高校に比較して進学に主眼を置かない教育を実施している。
一般クラス以外に、師大附中では非常に特徴のある実験クラスが多く設置されている。1950年から1961年にかけては四二制実験班を設置し、中高一貫教育を試験的に実施している。1978年の科学教育実験クラス、1980年の音楽教育実験クラス、1989年の美術教育実験クラス、2004年の語文資優クラスなど他の公立学校では見られない特殊クラスが設置されている。現在は数学及び自然科学実験クラス（通称科教班）が教育部の立案で設置され、3クラス約100名の生徒に対し、理数系に特化した教育が行われている。このようなクラス編成以外にも教材も実験的な教材を多用している。
台湾の高中では男女共学は少なくないが、北聯、台北五省中などと称される伝統的な台北公立高中（建国、附中、成功、北一女、中山、景美）の中では唯一共学制を採用している。1960年には一時女子の募集が停止されたが、1980年に音楽実験クラスが設立された際に女子の募集を再開している。しかし女子の割合は少なく現在は女子クラスは6クラスのみであり、男女比は2:1～3:1である
以前は台湾の高中では軍事訓練が必須科目であったため、公立高校の男子学制に対してはカーキ色の制服が主であったが、師大附中では1983年から水色のシャツと紺色のズボンの制服に変更し、台北高中での制服改革の先駆となった。当初は軍事訓練の必要性から新制服と旧制服を併用していたが、1988年には大盤帽と称される軍帽が廃止され、1991年には旧制服が全廃された。この新制服の色彩と、キャンパスが他高中に比べて広いことから、藍天之子なる自称が用いられることもある。なお、女子制服は白いブラウスに薄灰色のスカートの組み合わせが採用されている。

## 沿革
- 1937年4月1日 仮農業試験場の敷地に台北州立第三中学校を設立
在学生は日本人子弟がほとんどであり、台湾人学生の割合は10%程度であった
- 1945年12月5日 台湾省立第三中学と改称
- 1946年1月25日 台湾省立台北和平中学と改称。
- 1947年4月1日 日本人学生全員が卒業。国共内戦により台湾に流入した外省人子弟の教育担当校に指定、台湾省立師範学院の実験校に指定、台湾省立師範学院附属中学と改称、高中部及び国中部を設置
- 1955年 師範学院が大学に昇格したことに伴い、台湾省立台湾師範大学附属高級中学と改称。台北県木柵溝子口に木柵文部を設置
- 1960年 女子募集を停止
- 1961年 「省弁高中、市弁初中」政策により国中部が閉鎖
- 1965年 夜間部を設置
- 1967年 国立台湾師範大学附属高級中学と改称
- 1968年 木柵文部が独立、現在の台北市立実践国民中学となる
- 1980年 夜間部の生徒募集を中止。女子募集を再開
- 1990年 国中部を設置

## 歴代校長
台北北州立第三中学
1. 大欣鉄馬（1937年～1946年2月）

和平中学
1. 何敬燁（1946年2月～1946年7月）（兼任）
2. 葉桐（1946年7月～1947年5月）（兼任）
3. 宗亮東（1947年5月～1949年7月）

附属高級中学
1. 宗亮東（1947年5月～1949年7月）
2. 黄澂（1949年7月～1962年8月）
3. 黄季仁（1962年8月～1963年7月）
4. 許伯超（1963年7月～1965年2月）
5. 劉安愚（1965年2月～1973年7月）
6. 黄振球（1973年8月～1988年1月）
7. 蘇清守（1988年2月～1996年1月）
8. 楊壬孝（1996年2月～2002年7月）
9. 譚光鼎（2002年8月～2006年7月）
10. 楊壬孝（2006年8月～2010年7月）
11. 卓俊辰（2010年8月～2014年7月）
12. 洪仁進 （2014年8月 - 2017年7月）
13. 王淑麗（2017年8月 -

## 校歌

### 現今
附中附中我們的揺籃、漫天烽火創建在台湾
玉山給我們霊秀雄奇、東海使我們拡大開展
我們來自四方、融會了各地的優点
我們親愛精誠、師生結成了一片
砥礪学行、鍛錬体魄、我們是新中国的中堅
看我們附中培育的英才、肩負起時代的重担
附中青年、絶不怕艱難
復興中華、相期在明天
把附中精神、照耀祖国的錦繡河山
師大附中校歌は黄澂校長時代に作られた。作曲は当時音楽教師を勤めていた史惟亮、作詞は歴史教師であった郭橖及び編集主任の蕭輝楷による。

### 日本統治時代
臺北第三中學校校歌
作詞：大欣鉄馬 作曲：山田耕作
扶揺に羽搏（はう）つ 鵬（おほとり）の
影 黒潮の 波の秀（は）に
みそぎて常に 緑濃（みどりこ）き
島がね まもる をのこらの
をのこ鍛へむ 學びの舎
それ奉公の 躍進譜（やくしんふ）
調べも高く かなでつつ
かがやく興亜 聖業の
黎明春（れいめいはる）を 健やかに
かしまだちたる 學びの舎
拇指の嶺（みね） あかあかと
希望（のぞみ）の色に 映（は）ゆる時
大空ゆすり 昇（のぼ）る陽（ひ）の
姿に似たる 若人（わかうど）の
向上の意気 君見ずや
打て百錬（ひゃくれん）の くろがねに
咲けば萬朶の 櫻花（さくらばな）
正大の気の 寄るところ
知るや刻苦（こくく）の 試練にも
歓喜の泉 湧きくるを

## 姉妹校
- 麻布中学校・高等学校[1]
- 山形縣立米澤興讓館高等學校[2][3]
- 明法中学・高等学校[4]
- 宮城県仙台第三高等学校[5]
- 秋田県立角館高等学校[6]
- 関西大学初等部・中等部・高等部[7]
- 京都市立堀川高等学校

## 出身有名人
- 連戦
- 許世楷
- メイデイ
- 王贛駿（中国語版）
- 李祖原（台北101の建築家）